# Koroška vas na Pohorju
Koroška vas na Pohorju (Duits: Koroschkaves of Karndorf in der Steiermark) is een plaats in Slovenië en maakt deel uit van de gemeente Zreče in de NUTS-3-regio Savinjska. De plaats telde 103 inwoners op 1 januari 2020.